# Coniothyrium bambusicola
Coniothyrium bambusicola är en svampart som beskrevs av Sawada 1959. Coniothyrium bambusicola ingår i släktet Coniothyrium och familjen Leptosphaeriaceae.   Inga underarter finns listade i Catalogue of Life.